# Johann Georg von Künigl
Graf Johann Georg von Künigl zu Ehrenburg, Freiherr zu Warth (* 23. März 1628 in Ehrenburg; † 18. August 1697 in Innsbruck) war k.k. wirklicher Geheimrat und Landeshauptmann von Tirol.

## Leben
Johann Georg war der älteste Sohn von Veit Ernst Graf Künigl, Freiherr von Ehrenburg und Warth (1595–1664), erzherzoglich Geheimer Rat und Kämmerer, Erbland-Truchseß von Tirol, und seiner Gattin Kunigunde Elisabeth Freiin zu Königsegg-Aulendorf (1601–1663).
Ferdinand Karl (Österreich-Tirol) schenkte ihm die in Schwaben liegende Herrschaft Egloffen (Schloss Eglisau? bei Schaffhausen) und erhob seinen Vater Veit und ihn 1662 in den erbländ-österreichischen Grafenstand. Nach dem Tod seines Vaters Veit wurde Johann Georg am 3. September 1664 von Sigismund Franz mit dem Erblandtruchsessamt der Grafschaft Tirol belehnt, Kaiser Leopold I. bestätigte ihn 1667 in diesem Erblandamt. 1673 wurde Johann Georg Graf Künigl zum ersten Rektor der 1669 gegründeten Universität Innsbruck ernannt. Ab März 1675 war er Verwalter (für seinen Vorgänger Johann Dominicus Graf von Wolkenstein-Trostburg) und von 1676 bis 1695 Landeshauptmann der (Gefürsteten) Grafschaft Tirol. Sein Nachfolger wurde sein Sohn Johann Georg Sebastian.
Johann Georg Graf von Künigl ehelichte am 16. Oktober 1656 in Kisslegg Maria Anna Wilhelmine von Vitzthum von Eckstädt (* August 1640; † 1. Jänner 1697 Innsbruck), Tochter des August Vitzthum von Eckstädt (* 1596; † 27. Juli 1640)
und der Susanna Gräfin Khuen von Belasy zu Liechtenberg und Gandeck (* 1610; † 15. November 1669). Das Ehepaar hatte zehn Kinder:
Karl Joseph (1658–1698) war Domherr zu Trient, Sigmund Anton (1661–1677) Domherr zu Brixen und Kaspar Ignaz (1672–1747) war Fürstbischof von Brixen. Maria Claudia (1669–1710) k.k. Hofdame heiratete Leopold Mathias Fürst von Lamberg, Landgraf zu Leuchtenberg (1667–1711), Oberstallmeister Kaiser Joseph I.
Von Johann Georg Sebastian (1663–1739), k.k. Geh. Rath, Landeshauptmann in Tirol, stammen die Tiroler und die böhmische Linie ab. Die Linie nach Thomas Bernhard (1675–1732) erlosch schon 1801.